# コロムビア・トップ・ライト
コロムビア・トップ・ライトは、日本の漫才コンビ。青空一門の領袖。

## メンバー
メンバー個人に関しては当該項目参照。
- コロムビア・トップ（本名：下村泰、1922年5月6日 - 2004年6月7日）（満82歳没）

ボケ担当、立ち位置は向かって左。
- 青空ライト（初代ライト 本名：池田喜作、 - 1950年）
- コロムビア・ライト（2代目ライト 本名：鳥屋二郎、1927年3月30日 - 2010年10月26日）（満83歳没）

ツッコミ担当、立ち位置は向かって右。

## 略歴
トップは戦時中加藤隼戦闘隊員で復員後抑留先で知り合った池田喜作と仲間の慰問も兼ねて漫才コンビを結成。戦後そのまま芸能界に入り、「青空トップ・ライト」と名乗る。1950年の池田の急逝後、声帯模写の漫談家である鳥屋二郎を二代目ライトに迎え再結成。
1952年、コロムビア芸能と専属契約を結んだのを機にコンビ名を「コロムビア・トップ・ライト」と改める。コロムビア専属歌手の専属司会者として、地方巡業などの舞台で「司会漫才」「立体（ステレオ）司会」のジャンルを確立。またニッポン放送の早朝番組『起き抜け漫才』で時事漫才のジャンルを確立し、以降社会風刺を利かせたネタで注目を得て、全盛期には「トップ・ライトがいなければ夜も昼も明けなかった」と言われる程、関東を中心に絶大な人気を呼んだ。1968年からは1974年まで「なつかしの歌声」の司会を務めた。この番組により、懐メロブームが起こったとも言われ、二人はその火付け役として名高い。
1974年トップは参院選に出馬し当選したのを機にコンビは解散。当初、当選後もコンビは続行する予定だったが、ライトが「これからは"コロムビア・ライト、トップ"と（表記）しなきゃ共に行動しない」と反発。その発言にトップが激怒し、解散の流れとなった。
その後はそれぞれ漫談家として活躍。コンビ仲の悪さは漫才界でもトップクラスとして知られ、多くの逸話が遺されている。このことから再結成は絶望的と言われていたが、1982年に単発で再結成したのを機に、ライトが1991年に喉頭癌によって声帯摘出手術を行うまで、再びトップ・ライトとしての漫才を時折行うようになった。
ただし、それは関係者の尽力によってなされたものであり、二人の仲が改善した訳ではなく、その犬猿の仲ぶりは客席からも窺える凄まじいものであった。そのようなコンビであるため、私生活での交流は勿論無く（例外的にあゆみの箱はコンビ解散以後も共に役員として在籍、活動していた）、ライトの声帯摘出、トップの数度の癌手術・逝去が報道されても、お互いマスメディアへのコメントや献花などの行動は一切無かった。
2008年10月29日、東京漫才を顕彰する“東京漫才の殿堂”への殿堂入りが漫才協会によって発表された。

## 出演番組
- 歌謡セスナ作戦（ニッポン放送）
- トップ・ライトショウ（ニッポン放送）
- トップ・ライトとその一味（ニッポン放送）

## レコード
- トップライトののんき節／母ちゃん勘弁ね（1960年12月コロムビアレコード）-作詞丘灯至夫・作曲石田一松・編曲船村徹